# Списак река у Босни и Херцеговини
Следи списак свих река које се налазе у Босни и Херцеговини:
|  |  |  |  |  |  |  |  |  |  |  |  |  |  |  |  |  |  |  |  |  |  |  |  |  |  |  |  |  |  |

## Б
- Бабина ријека, десна притока Босне, (Зеница)
- Бијели Рзав, заједном са Црним Рзавом се спаја у Рзав
- Бијела (понорница у БиХ), понорница, западна страна планине Прењ (Херцеговина)
- Бијела ријека, десна притока Лепенице, (код Крешева)
- Била, лева притока Лашве
- Биоштица, десна притока Криваје, Источна Босна
- Бистрица (Ливањско поље), заједно са Жабљаком чини Пловучу (Ливно)
- Бистрица (притока Дрине), лева притока Дрине
- Бистрица (притока Гомјенице), десна притока Гомјенице
- Бистрица (притока Паљанске Миљацке), лева притока Паљанске Миљацке
- Бистрица (притока Врбаса), десна притока Врбаса (код. Горњег Вакуфа)
- Блажа, лева притока Мисоча
- Блија, лева притока Сане (Сански Мост)
- Блучица, десна притока Неретве (Јабланичко језеро)
- Бојна и Бужимица, спајају се прије утока у Глиницу
- Босна, десна притока Саве
- Брегава, лева притока Неретве (Столац - Чапљина)
- Брка, десна притока Саве (Брчко)
- Буковица (притока Јабланице), десна притока Јабланице
- Буковица (притока Трстионице), лева притока Трстионице, код Краљеве Сутјеске
- Буна, лева притока Неретве (мјесто Буна)
- Буница, лева притока Буне
- Бунта, лева притока Врбаса, између Горњег Вакуфа и Бугојна
- Бужимица и Бојна, спајају се прије утока у Глиницу

## В
- Велика Укрина, заједном са Малом Укрином се спаја у Укрину
- Велика Усора, заједном са Малом Усором се спаја у Усору
- Витина, десна притока Врбаса (Бугојно)
- Вијака, десна притока Укрине
- Вогошћа (река), десна притока Босне
- Вођеница, понорница, Равањско поље (И од Шуице)
- Волар (ријека), лева притока Сане
- Волујак, лева притока Раме
- Врба (Гламочко поље), десна притока Јаруге (Гламочко поље)
- Врбања, десна притока Врбаса (Бања Лука)
- Врбас (река), десна притока Саве
- Врбашка, десна притока Јабланице
- Врљика, понорница (Имотско поље)

## Г
- Глина, десна притока Купе
- Глиница, десна притока Глине
- Гомјеница (река), десна притока Сане (кроз Рибњак Саничани, Приједор)
- Горуша, десна притока Босне, Високо
- Гостеља, ?. п. ??? (Ј од Тузле)
- Говза, десна притока Бистрице (притока Дрине)
- Грловница, д. п Лашве (Н. Била)

## Д
- Дабар, лева притока Сане, јужно од Санског Моста
- Дашница, десна притока Саве (Семберија)
- Десна, лева притока Врбаса (прије Г. Вакуфа)
- Дољанка, десна притока Неретве (Јабланица)
- Драгача, лева притока Жељезнице (притоке Фојничке р.), Фојница
- Драгочај, лева притока Врбаса (сјеверно од Бање Луке)
- Дрвара, лева притока Унца у Дрвару
- Дрежанка, десна притока Неретве
- Дрина, десна притока Саве, настаје спајањем Пиве (слева) и Таре (здесна) (на граници са Црном Гором)
- Дрина (Дувањско поље), понорница, Дувањско поље
- Дрињача, лева притока Дрине
- Дубока, лева притока Врбаса, Бугојно
- Дубоштица, лева притока Криваје

## Ж
- Жабљак (река), заједно са Бистрицом чини Пловучу (Ливно)
- Жаља, лева притока Ставње
- Жељезница (притока Босне), десна притока Босне
- Жељезница (притока Фојничке реке), десна притока Фојничке реке
- Жепа, лева притока Дрине

## З
- Заломка, понорница (Невесињско поље)
- Зелени Јадар, притока Јадра (?)
- Згошћа, десна притока Босне, Какањ
- Змијски поток, десна притока Радимље
- Зујевина, десна притока Босне, Какањ

## И
- Илова (притока Укрине), десна притока Укрине

## Ј
- Јабланица (притока Саве), десна притока Саве (код Градишке)
- Јадар, десна притока Дрињаче
- Јањ, десна притока Пливе
- Јања, лијева притока Дрине (Семберија)
- Јањина, десна притока Дрине (источно од Горажда)
- Јапра, лијева притока Сане (8 km прије Новог Града)
- Јаприца, лијева притока Јапре
- Јаруга (Ливањско поље), понорница, Ливањско поље
- Јаруга (Гламочко поље), понорница, Гламочко поље
- Језерница, десна притока Неретве, Источна Херцеговина
- Јошавка, десна притока Врбање, код Челинца
- Јовица, десна притока Козице
- Јурковица, десна притока Саве (Градишка)

## К
- Каљина, десна притока Криваје, ист. Босна
- Касиндолска, десна притока Жељезнице (притоке Босне)
- Кијевска река, десна притока Сане
- Кладушница, десна притока Глине (Мала Кладуша и Велика Кладуша)
- Кнежица, лева притока Мљечанице
- Колина, лева притока Дрине (Устиколина)
- Клокот, лева прикока Уне (Бихаћ)
- Комашница, десна притока Лашве, (Турбе, код Травника)
- Корана, десна притока Купе ( Тржац)
- Козица (притока Сане), десна притока Сане
- Краљушчица, десна притока Неретве (Јабланичко језеро)
- Кравица, десна притока Јадра (извире сјеверно од Сребренице)
- Крешевка, десна притока Лепенице, Крешево-Кисељак
- Криваја, десна притока Босне (Завидовићи)
- Криваја (притока Гомјенице), десна притока Гомјенице
- Крива ријека, десна притока Стригове
- Крупа (Хутово блато), Хутово блато, Источна Херцеговина
- Крушчица (река), лева притока Лашве (подне планине Крушчице)
- Крушница, десна притока Уне (Б. Крупа)
- Купрешка река, лева притока Јања

## Л
- Лашва, лева притока Босне
- Лепеница, десна притока Фојничке реке
- Лим, десна притока Дрине
- Лиштица, понорница (Широки Бријег - Мостарско блато)
- Лукавац, десна притока Саве (Семберија)

## Љ
- Љубина (притока Босне), десна притока Босне (Семизовац)
- Љубина (притока Јабланице), десна притока Јабланице
- Љубија (ријека), лева притока Сане

## М
- Мала река (притока Рибнице), лева притока Рибнице, С од Какња
- Мала река (притока Ставње), лева притока Ставње
- Мала Укрина, заједном са Великом Укрином се спаја у Укрину
- Мала Усора, заједном са Великом Усором се спаја у Усору
- Манде, утиче у Бушко језеро
- Матица, лева притока Врљике
- Мекиња, лева притока Стригове
- Милач, понорница, Купрешко поље
- Миљацка, десна притока Босне, (Сарајево), настаје спајањем Паљанске Миљацке и Мокрањске Миљацке
- Мисоча, десна притока Босне
- Мљечаница, десна притока Уне
- Мртвица (ријека), понорница, Купрешко поље
- Мушница, понорница, (Гатачко поље)
- Мутница (притока Бистрице), лева притока Бистрице (притоке Врбаса)
- Мутница (притока Коране), десна притока Коране

## Н
- Неретва, утиче у Јадранско море
- Неретвица, десна притока Неретве (Јабланичко језеро, код Коњица)

## О
- Оборачја река, десна притока Врбаса (Доњи Вакуф)
- Опачица, притока Пловуче (Ливањско поље)
- Оскова, ??? (Ј од Тузле)

## П
- Паљанска Миљацка, заједно са Мокрањском Миљацком се спаја у Миљацку
- Перучица, десна притока Сутјеске (Ј од Фоче)
- Пискавичка река, лева притока Преке (?)
- Пива, заједном са Таром се спаја у Дрину
- Плива, лева притока Врбаса (Јајце)
- Пловуча, понорница, Ливањско поље
- Пониква, код Вареша
- Повелич, десна притока Врбаса, близу ушћа у Саву
- Прача, лева притока Дрине (код Горажда)
- Прека, десна притока Гомјенице (?)
- Прушачка река, лева притока Врбаса (Прусац, Доњи Вакуф)
- Пухарска река, десна притока Кнежице

## Р
- Рача, десна притока Љубине, сјеверно од Сарајева
- Радимља, десна притока Брегаве (сјеверно од Стоца)
- Радобоља, десна притока Неретве Мостар
- Радоња, лева притока Лима
- Ракитница, десна притока Неретве, Источна Херцеговина
- Раковица (ријека), притока Зујевине
- Раковица, десна притока Уне
- Рама, десна притока Неретве (Јабланичко језеро)
- Равска река, десна притока Јапре
- Рибница (притока Босне), десна притока Босне, З од Какња
- Ричина, утиче у Језеро Ричице код Имотског
- река (притока Грловнице), тече кроз Нови Травник
- Рика, десна притока Врбаса (???)
- Рзав, десна притока Дрине, настаје спајањем Белог Рзава (здесна) и Црног Рзава (слева) (И од Вишеграда, тик уз границу са Србијом)

|  |  |  |  |  |  |  |  |  |  |  |  |  |  |  |  |  |  |  |  |  |  |  |  |  |  |  |  |  |  |

## С
- Сана, десна притока Уне
- Саница, лева притока Сане
- Сасина (ријека), десна притока Сане
- Сава, десна притока Дунава, чини дио сјеверне границе БиХ
- Семешница, лева притока Врбаса (код Д. Вакуфа)
- Сеочка река, лева притока Бабине реке, СИ од Зенице
- Сокочница, десна притока Пливе (Шипово)
- Спреча, десна притока Босне (Добој)
- Ставња, десна притока Босне (Илијаш)
- Стратинска река, лева притока Гомјенице
- Стригова, десна притока Уне
- Студени Јадар, лева притока Јадра
- Стурба, ???, Ливањско поље
- Сутурлија, лева притока Врбаса (Ј од Бање Луке)
- Сутјеска, лева притока Дрине (Ј од Фоче)

## Т
- Тара, заједном са Пивом се спаја у Дрину
- Тихаљина - Младе - Требижат, десна притока Неретве (Чапљина)
- Тиња, десна притока Саве (код Брчког)
- Тишћа, десна притока Дрињаче
- Толиса, десна притока Саве (код Орашја)
- Требишњица, понорница (Источна Херцеговина)
- Трстионица, десна притока Босне, код Какња
- Турија, десна притока Спрече (Модрачко језеро)
- Турјак, лева притока Љубине (притоке Јабланице)
- Тушчица, лева притока Врбаса (прије Г. Вакуфа)

## У
- Угар, десна притока Врбаса, (И од Мркоњић Града)
- Угровача, десна притока Лиштице (Широки Бријег)
- Укрина, десна притока Саве (код Брода), настаје спајањем Мале Укрине (здесна) и Велике Укрине (слева)
- Уна, десна притока Саве
- Унац, десна притока Уне
- Усора (река), лева притока Босне (Ј од Добоја), настаје у Теслићу, спајањем Мале Усоре (слева)' и Велике Усоре (здесна)
- Узвинска ријека, лијева притока Велике Усоре.

## Ф
- Фојничка река, лева притока Босне

## Х
- Хрчавка, лева притока Сутјеске (Ј од Фоче)

## Ц
- Црна река (притока Лпенице), десна притока Лепенице, Крешево
- Црна река (притока Жељезнице), десна притока Жељезнице
- Црна река (притока Врбашке), лева притока Врбашке
- Црни Рзав, заједном са Белим Рзавом се спаја у Рзав
- Црна ријека, лева притока Врбаса (Мркоњић Град)

## Ч
- Чава, лева притока Уне
- Чеотина, десна притока Дрине

## Ш
- Шуица, понорница, Дувањско поље
- Ступчаница, десна притока Криваје, ист. Босна, Олово

|  |  |  |  |  |  |  |  |  |  |  |  |  |  |  |  |  |  |  |  |  |  |  |  |  |  |  |  |  |  |